# Littorophiloscia pallida
Littorophiloscia pallida är en kräftdjursart som beskrevs av Stefano Taiti och Franco Ferrara1986. Littorophiloscia pallida ingår i släktet Littorophiloscia och familjen Philosciidae. Inga underarter finns listade i Catalogue of Life.